# Nathalie Sorce
 (janvier 2015).
Si vous disposez d'ouvrages ou d'articles de référence ou si vous connaissez des sites web de qualité traitant du thème abordé ici, merci de compléter l'article en donnant les références utiles à sa vérifiabilité et en les liant à la section « Notes et références ».
Nathalie Sorce est une chanteuse belge de gospel née en 1979. 

## Biographie
En 1998, elle remporte le concours de chant « Pour la Gloire », organisé par la RTBF, avec une reprise du gospel « Amazing Grace ». En 2000, elle gagne la sélection nationale en vue du Concours Eurovision de la chanson, au cours duquel elle représente la Belgique, avec son titre « Envie de vivre ». Cette chanson terminera à la dernière place avec 2 points.  